# 龙湖镇 (泰宁县)
龙湖镇是中国福建省三明市泰宁县已经撤销的一个镇。

## 历史沿革
2005年，原龙湖镇并入朱口镇。